# القبة الامبولية

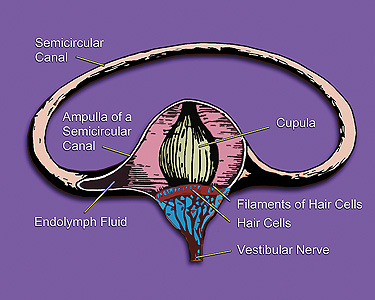
القبة عبارة عن هيكل على شكل بصل محاط باللمف الباطن في الأمبولة.

القبة الأمبولية ، أو القبة ، هي بنية في الجهاز الدهليزي ، توفر الإحساس بالتوجه المكاني .
وتقع القبة داخل أمبولات او مجسمات تشبه اللمبات في اول كل من القنوات نصف الدائرية الثلاث. جزء من العرف الأمبولاري او مايعرف بالكريستا الامبولية تحتوي القبة على خلايا شعر تحتوي على عدة أهداب مجسمة مرتبطة بكل أهداب متحركة. القبة نفسها هي المكون الجيلاتيني للكريستا الأمبولية الذي يمتد من الكريستا إلى سقف الأمبولات. عندما يدور الرأس، فإن اللمف الباطن الذي يملأ القنوات الهلالية يتأخر في البداية بسبب القصور الذاتي. ونتيجة لذلك، تنحرف القبة عكس اتجاه حركة الرأس. عندما يدفع اللمف الباطن القبة، تنحني الأهداب المجسمة أيضًا، مما يحفز خلايا الشعر داخل العرف الأمبولاري او مايعرف بالكريستا الامبولية ومع ذلك، بعد فترة قصيرة من الدوران المستمر، يعود تسارع اللمف الباطن إلى طبيعته مع معدل دوران القنوات نصف الدائرية. ونتيجة لذلك، تعود القبة إلى وضع الراحة ويتوقف تحفيز الخلايا الشعرية. يستمر هذا حتى يتوقف الرأس عن الدوران مما يوقف في نفس الوقت دوران القناة نصف الدائرية. ومع ذلك، بسبب القصور الذاتي، يستمر اللمف الباطن في العمل. مع استمرار اللمف الباطن في التحرك، تنحرف القبة مرة أخرى مما يؤدي إلى حركات تعويضية للجسم عند الدوران. في الحالة الأولى فقط، عندما يندفع السائل عبر القبة، تقوم الخلايا الشعرية المحفزة بنقل الإشارة المقابلة إلى الدماغ من خلال العصب الدهليزي القوقعي (CN VIII). في الحالة الثانية، لا يوجد أي تحفيز، حيث لا يمكن ثني الهدب الحركي إلا في اتجاه واحد وفي الاتجاه الاخر لن يتم تحفيز شيء.
في اتجاهها الطبيعي داخل الرأس، تقع القبب على الجانب الإنسي للقنوات نصف الدائرية. في هذا الاتجاه، ترتكز الأهداب الحركية على الجانب الخلفي للقبة.

## آثار الكحول
تفترض فرضية الطفو أن مادة الكحول تسبب الدوار عن طريق التأثير على الطفو المحايد للقبة داخل السائل المحيط الذي يسمى اللمف الباطن . من الناحية النظرية، لا ينبغي للتسارع الخطي (مثل تسارع الجاذبية) أن يؤثر على حركة القبة عندما تكون في حالة طفو محايد. تفترض فرضية الطفو أن الكحول، ذو جاذبية نوعية مختلفة عن تلك الموجودة في القبة/اللمف الباطن، ينتشر بمعدلات مختلفة في القبة واللمف الباطن المحيط بها. والنتيجة هي تدرج كثافة مؤقت بين القبة واللمف الباطن، وحساسية لاحقة (خاطئة) للتسارع الخطي مثل الجاذبية من خلال نظام يشير عادة إلى تسارع الدوران.  ويشار إلى هذا الإحساس عادة باسم "الدورات"[بحاجة لمصدر]</link> .

## روابط خارجية
- http://faculty.une.edu/com/abell/histo/CristaAmp.jpg
- http://www.kumc.edu/instruction/medicine/anatomy/histoweb/eye_ear/ear04.htm
- http://www.anatomyatlases.org/MicroscopeAnatomy/Section16/Plate16314.shtml
- https://web.archive.org/web/20070703152544/http://education.vetmed.vt.edu/curriculum/VM8054/Labs/Lab11/Ear/EXAMPLES/Excrista.htm